# Kasteel Karsveld
Kasteel Karsveld lag ten zuiden van Gulpen aan de Slenakerweg in de buurtschap Waterop in de Nederlands-Limburgse gemeente Gulpen-Wittem. Het kasteel stond aan het beekje de Gulp in het Gulpdal. De kasteelresten met modern herenhuis in neorenaissancestijl en de nabijgelegen vierkantshoeve zijn rijksmonument.
Ongeveer 100 meter ten noordoosten van het monument staat niet ver van de Gulp een Mariakapelletje. 

## Beschrijving
Op een nog gedeeltelijk met een gracht omgeven middeleeuwse motte staat een herenhuis dat omstreeks 1931 werd gebouwd met trapgevels en een zadeldak. In het gebouw bevinden zich restanten uit de 15e en 16e eeuw, bestaande uit hergebruikte breuksteen van het in 1795 afgebrande kasteel. De fundamenten zijn restanten van een 12e-eeuwse burcht. In de kelder bevinden zich delen van een gebeeldhouwde schouw uit omstreeks 1725. De hoeve 'Karsveld', met een sluitsteen die het jaar 1819 vermeldt, hoorde bij het kasteel. 

## Geschiedenis en bewoners
In 1146 werd in een akte van het Maastrichtse kapittel van Sint-Servaas ene Hezelo van Kinzweiler als eerste bewoner genoemd bij een schenking van een grootleen predium te Beutenaken, het huidige Karsveld.
De naam van het kasteel is afgeleid van de bewoners in de 14e eeuw, een lid van de Akense schepenbank genaamd Lewe van Carsvoirt, die het in bruikleen had van het Sint-Servaaskapittel. Dit kapittel had het kasteel als geschenk ontvangen van de Duitse keizer Conrad. Aan het einde van de 13e eeuw werd de familie van Carsvoirt opgevolgd door de familie Van den Hove die het kasteeltje drie eeuwen lang bewoonde, waarbij het van vader op zoon overging. Het begon met jonker Andries van de Hove in 1407, die de eerste bewoner was en eindigde met Herman van den Hove, wiens dochter huwde met Frans Dammarier, toentertijd burgemeester van Maastricht. In 1710 werd het kasteel door het Sint-Servaaskapittel, dat nog steeds eigenaar was, verkocht aan Willem Scherbach uit Maastricht, die het weer doorverkocht aan graaf Joseph van Goltstein. Nadat het kasteel in korte tijd nog enkele malen van eigenaar wisselde, kwam het rond 1850 in bezit van de familie Lenaerts, die het tot 1960 bewoonde.
Het kasteel werd zowel in 1795 als in 1931 door brand verwoest maar beide keren herbouwd en ingericht naar de toen geldende maatstaven. Anno 2024 is er een advocatenkantoor in gevestigd. De boerderij is een veehouderij annex vakantieverblijf.